# Interculture
Interculture var ett svenskt bokförlag, som grundades 1983 av översättaren och ekonomen Jan Valdelin. Förlaget var specialiserat på främst franskspråkig litteratur. Organisatoriskt var Interculture ett dotterbolaget till konsultföretaget ICS Interconsult Sweden AB i Stockholm, som grundades av Valdelin tillsammans med Kjell Öström. Valdelin var företagets chef för 1982–1997.

## Utgivning i urval
- Emmanuel Roblès, Det kallas gryning (Cela s'appelle l'aurore), övers. Margret Mattson, 1987

- Ernst Jünger, Farligt möte (Eine gefährliche Begegnung), övers. Stig Jonasson, 1987

- Marie Ndiaye, Klassisk komedi (Comédie classique), övers. Suzanne Ekelöf, 1987

- Emmanuel Roblès, Orostider (Saison violente), övers. Margret Mattson, 1986

- Marie Ndiaye, Och den ljusnande framtid (Quant au riche avenir), övers. Marianne Lindström, 1986

- Emmanuel Roblès, Vesuvius (Le Vésuve), övers. Margret Mattson, 1985